# Tuyère

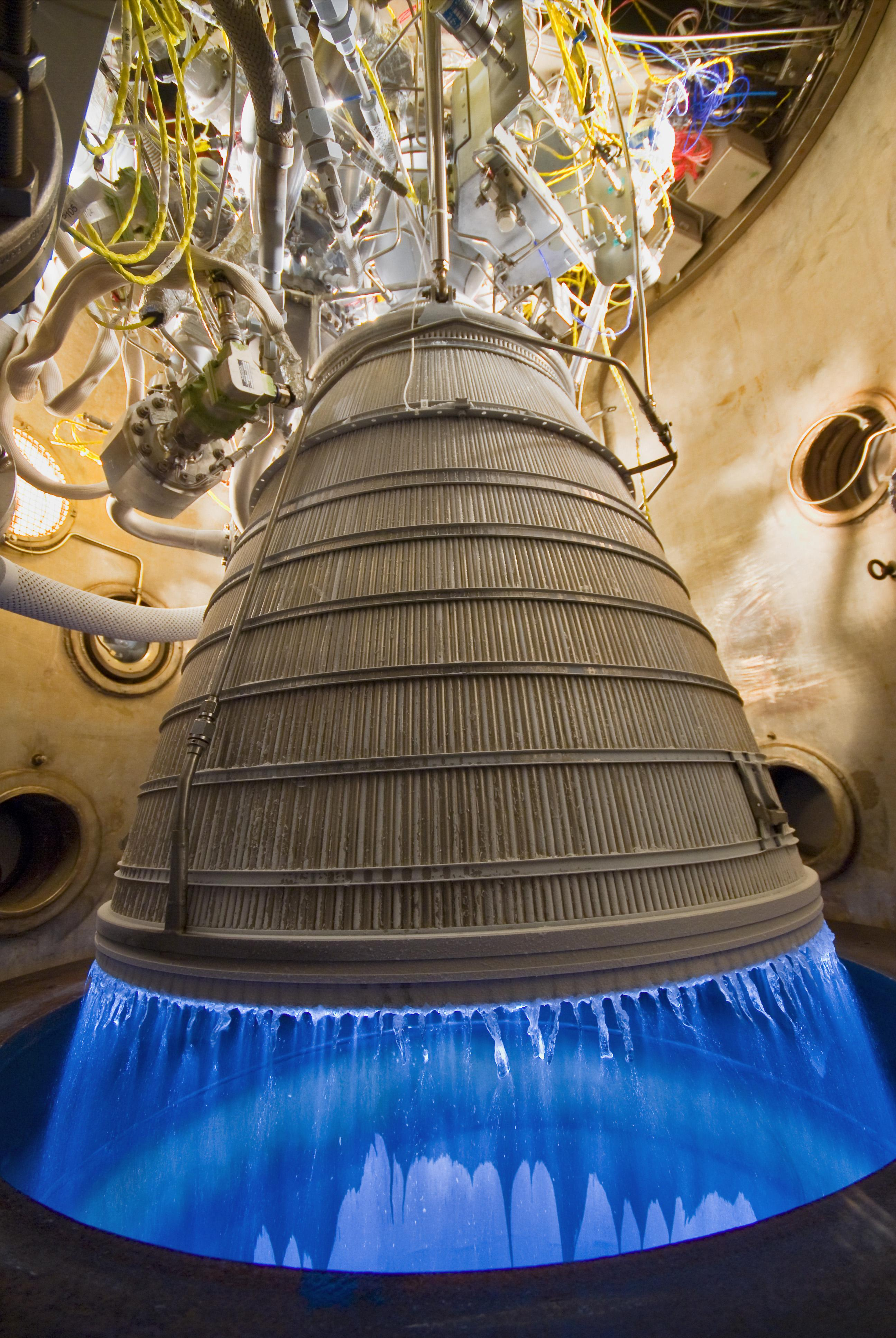
Test sur banc d'essai de la version CECE du moteur RL-10.

Une tuyère (tuyère propulsive dans le domaine de l'astronautique) est un conduit de section droite variable placé à l'arrière d'un moteur produisant des gaz de combustion chauds qui permet de transformer l'énergie thermique de ceux-ci en énergie cinétique. Pour atteindre cet objectif et en fonction du contexte de mise en œuvre, une tuyère peut être convergente, divergente ou une combinaison de ces deux formes (tuyère de Laval). On trouve notamment des tuyères à l'arrière des moteurs à réaction équipant les avions et sur les moteurs-fusées propulsant les missiles et les lanceurs.

## Principe de fonctionnement
L'objectif d'une tuyère est d'augmenter l'énergie cinétique du fluide qui la traverse, c'est-à-dire sa vitesse, en transformant son énergie interne c'est-à-dire sa pression/température en déplacement.
Le principe de fonctionnement d'une tuyère repose sur les propriétés des gaz lorsqu'ils circulent aux vitesses subsoniques et supersoniques. Lorsqu'un gaz circule à une vitesse subsonique dans un tuyau dont le diamètre se rétrécit, sa vitesse augmente. La vitesse du gaz ne peut toutefois pas dépasser celle du son (Mach 1). En effet en régime d'écoulement supersonique (vitesse supérieure à la vitesse du son) le comportement du gaz s'inverse : pour que sa vitesse augmente, il faut que le diamètre du tuyau augmente. Ce comportement des gaz repose sur le principe d'accélération des gaz décrit par l'équation d'Hugoniot :
{\displaystyle {\frac {dS}{S}}=(M^{2}-1){\frac {dv}{v}}}
S est l'aire de la section droite du conduit, v la vitesse et M le nombre de Mach {\displaystyle M=v/c}
Une tuyère peut être convergente, divergente ou à la fois convergente et divergente :
- Une tuyère convergente permet d'accélérer des gaz circulant à des vitesses subsoniques. Si la pression est suffisante, la vitesse peut atteindre Mach 1 à la sortie de la tuyère, mais elle ne peut dépasser cette valeur.
- Une tuyère divergente permet d'accélérer des gaz qui sont déjà à vitesse supersonique à l'entrée de celle-ci.
- Une tuyère convergente et divergente (tuyère de Laval) dont les caractéristiques sont développées ci-dessous.

### Cas de la tuyère de Laval

Schéma d'une tuyère montrant la conversion de pression et température du gaz éjecté en vitesse dans une tuyère de Laval.

Une tuyère de Laval permet d'accélérer des gaz d'une vitesse subsonique jusqu'à une vitesse supersonique en combinant les deux effets décrits ci-dessus. Les gaz sont accélérés jusqu'à Mach 1 dans la section convergente de la tuyère puis ils sont accélérés au-dessus de Mach 1 dans la section divergente. Une tuyère de Laval comporte donc trois sous-ensembles :
- le convergent
- le col où le diamètre de section est minimum
- le divergent qui peut être en forme de cône ou de cloche ou peut être constitué par les aubes dans le cas d'une turbine à gaz.

### Vitesse des gaz expulsés: cas d'un moteur-fusée
La conversion de l'énergie interne en énergie cinétique est d'autant plus efficace que la vitesse des gaz expulsés est élevée. Dans le cas d'un moteur-fusée, les gaz sont produits par la combustion d'ergols dans des conditions de pression élevée. La vitesse des gaz expulsés se calcule en utilisant l'équation suivante,, :
{\displaystyle v_{e}={\sqrt {{\frac {TR}{M}}\cdot {\frac {2\gamma }{\gamma -1}}\cdot \left[1-\left({\frac {p_{e}}{p}}\right)^{\frac {\gamma -1}{\gamma }}\right]}}}
| avec :                  |                                                               |
| {\displaystyle v_{e}}   | = Vitesse des gaz à la sortie de la tuyère en m/s             |
| {\displaystyle T}       | = Température à l'entrée de la tuyère                         |
| {\displaystyle R}       | = Constante universelle des gaz parfaits                      |
| {\displaystyle M}       | = Masse molaire du gaz en kg/kmol                             |
| {\displaystyle \gamma } | = {\displaystyle {\frac {c_{p}}{c_{v}}}} = Indice adiabatique |
| {\displaystyle c_{p}}   | = Capacité thermique du gaz à pression constante              |
| {\displaystyle c_{v}}   | = Capacité thermique du gaz à volume constant                 |
| {\displaystyle p_{e}}   | = Pression du gaz en sortie de tuyère                         |
| {\displaystyle p}       | = Pression du gaz à l'entrée de la tuyère                     |

La vitesse résultante peut être optimisée à travers trois paramètres :
- La température dans la chambre de combustion
- Le rapport entre la pression en entrée et en sortie de tuyère
- Les types d'ergols brûlés (masse moléculaire des gaz de combustion)

#### Exemples
Le seul de ces paramètres qui dépend des caractéristiques de la tuyère est le rapport de pression. On peut illustrer son influence dans le cas d'un moteur brûlant un mélange oxygène/hydrogène avec une pression interne de 115 bars (cas du moteur Vulcain 2 d'Ariane 5) :
avec un {\displaystyle \gamma } = 1,2 la vitesse des gaz chute d'environ 14 % si la pression en sortie est de 5 bars au lieu de 1 bar.
En pratique les vitesses des gaz brûlés s'inscrivent dans les fourchettes suivantes :
- 1 700 à 2 900 m/s pour des moteurs-fusées à monergol liquide
- 2 900 à 4 500 m/s pour des moteurs-fusées à ergols liquides
- 2 100 à 3 200 m/s pour des moteurs à propergol solide

Les différences de vitesse d'éjection sont liées aux choix d'ergols (réactions chimiques plus ou moins exothermiques et donc températures plus ou moins élevées), à la pression dans la chambre de combustion, au cycle de combustion choisi (plus ou moins de perte) et à la longueur du divergent (détente des gaz optimale).

## Domaines d'application des tuyères
Les tuyères trouvent plusieurs types d'application :
- La tuyère du moteur à réaction d'un avion ou du moteur-fusée d'une fusée contribue à la force propulsive ou force de réaction par la détente de gaz chauds produits par la combustion d'ergols.
- Dans le cas d'une turbine à gaz, les gaz produits par la combustion permettent de mettre en rotation l'arbre d'un alternateur qui fournit de l'électricité. L'énergie du fluide est transformée en énergie mécanique. Les aubes jouent le rôle de divergent. Le fluide peut être l'eau d'un barrage amené par une conduite sous pression élevée ou la vapeur du circuit secondaire d'un réacteur nucléaire porté à température/pression très élevée.
- Le principe de la tuyère est également utilisé sur les buses pièces centrales des injecteurs ou des pulvérisateurs.

## Tuyère de moteur-fusée

### Rôle et fonctionnement de la tuyère d'un moteur-fusée
Le moteur-fusée est le système de propulsion que les fusées utilisent pour accélérer à des vitesses hypersoniques tout en pouvant fonctionner dans le vide c'est-à-dire sans avoir à puiser le comburant dans l'atmosphère. Des ergols stockés à bord brûlent dans une chambre de combustion et les gaz produits sont accélérés par une tuyère de Laval. Ils produisent une poussée qui accroît la vitesse de la fusée en application de la loi sur la conservation de la quantité de mouvement. La tuyère joue un rôle central dans l'efficacité de cette propulsion en convertissant l'énergie thermique et la pression des gaz résultant de la combustion en énergie cinétique. Les gaz sont éjectés à une vitesse atteignant 2 000 à 4 000 m/s tandis que la température et la pression chutent fortement entre la chambre de combustion et la sortie du divergent de la tuyère.
- L'accroissement de la vitesse des gaz dans le divergent est d'autant plus importante que le rapport est grand entre le diamètre du col et le diamètre de la sortie du divergent. Ce rapport de section prend des valeurs comprises entre 40 et 300 pour des raisons expliquées ci-dessous.
- La poussée est optimale lorsque la pression des gaz à la sortie de la tuyère est égale à la pression ambiante[4]. Les tuyères de premier étage qui doivent fonctionner à pression ambiante sont relativement courtes, car le gaz ne doit pas être sur-détendu tandis que celles des étages qui fonctionnent dans le vide sont très allongées.
- La tuyère du moteur du premier étage fonctionne dans des conditions de pression externe très différentes entre l'allumage du moteur (pression atmosphérique proche de 1 bar) et son extinction (quasi vide). Sa forme est donc un compromis.
- Le divergent de forme idéale est de grande longueur or celle-ci a un impact direct sur la masse du lanceur. Pour limiter l'encombrement, la tuyère des moteurs-fusées des étages supérieurs peut être en partie déployable.
- Les poussées nécessaires pour propulser une fusée sont énormes : elles peuvent atteindre 800 tonnes pour les moteurs-fusées à ergols liquides et 1 500 tonnes pour les propulseurs à propergol solide. Pour obtenir de telles poussées, les pressions et les températures sont portées aux limites de ce que peuvent supporter les matériaux au contact des gaz chauds. La conception d'une tuyère repose largement sur la mise au point de techniques de refroidissement et la sélection de matériaux adaptés.
- Toute la force propulsive d'une fusée s'applique sur la tuyère, ce qui génère des contraintes mécaniques maximum au niveau du col. De façon imagée, on peut dire que tout le poids de la fusée (pouvant atteindre plusieurs centaines de tonnes) repose uniquement sur le col de la tuyère.

### Tuyère adaptée: les compromis
Pour qu'une tuyère d'un moteur-fusée contribue de manière optimale à l'accélération des gaz (tuyère adaptée), il est nécessaire que sa longueur soit adaptée à la pression du milieu extérieur. Plus la tuyère est longue plus la pression sera basse en sortie. Les divergents des moteurs propulsant les étages supérieurs des lanceurs doivent être particulièrement longues, car la pression externe est quasi nulle et au niveau du sol, la tuyère doit être plus courte pour ne pas se retrouver en sous-détente des gaz. La longueur de la tuyère entraîne un allongement du lanceur et donc un alourdissement de la structure ce qui est préjudiciable aux performances globales. Les pressions du milieu extérieur varient rapidement au cours du vol et la longueur des tuyères est donc un compromis pour obtenir la meilleure efficacité possible.
- Une tuyère de moteur-fusée propulsant de premier étage est amenée à fonctionner dans des conditions de pression externe très différentes : celle-ci est de 1 bar au lancement, mais quasi nulle lorsque le moteur s'éteint. La géométrie de la tuyère ne peut s'adapter aux variations continues de la pression externe. Le choix effectué est sous détendre les gaz en sortie du divergent c'est-à-dire que sa pression est supérieure à celle de l'air ambiant sur la majorité du temps de fonctionnement de l'étage. Ceci permet de disposer d'une tuyère courte et donc de diminuer la masse du lanceur.
- Toutefois au moment de la montée en puissance du moteur-fusée avant le décollage et à l'extinction du moteur les gaz produits sont temporairement en sur-détente ce qui crée un décollement des flux pouvant endommager la tuyère au décollage et générer des poussées non symétriques au décollage comme à l'extinction.

Régimes de fonctionnement d'une tuyère de moteur-fusée en fonction de l'écart entre la pression des gaz en sortie du divergent et la pression extérieure ambiante. De gauche à droite :
1 Sous-détente des gaz en sortie de divergent : la pression ambiante est inférieure à la pression des gaz
2 Tuyère adaptée : égalité de la pression des gaz en sortie et de la pression ambiante (régime optimal)
3 Sur-détente des gaz en sortie du divergent
4 Sur-détente importante des gaz en sortie du divergent avec décollement du flux le long de la paroi du divergent

### Forme du divergent

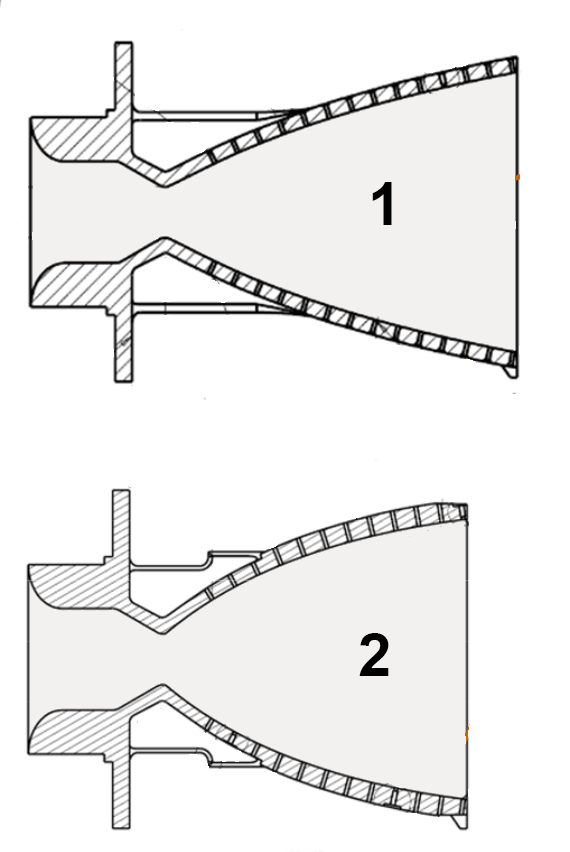
Comparaison des sections de tuyère de moteur-fusée de type : 1 - TIC : Tuyère idéale tronquée 2 - TOC Tuyère en coquetier.

La forme du divergent doit être telle que sa paroi se confond avec la ligne de courant de l'écoulement des gaz expulsés. Ce profil se calcule généralement en résolvant les équations d'Euler en particulier en utilisant la méthode des caractéristiques. Dans le cas des tuyères utilisées dans le domaine des jets de plasma, les températures et donc les viscosités très élevées nécessitent le recours à la résolution des équations de Navier-Stokes. Le profil optimal est celui d'un cône dont le demi-angle au sommet est de 15°. Afin de raccourcir la longueur du divergent et ainsi de réduire la longueur du lanceur et donc sa masse deux solutions sont mises en œuvre , :
- La tuyère idéale tronquée (TIC) est une tuyère dont le profil suit la courbe optimale, mais qui est amputée de son extrémité. Dans le cas du moteur Vulcain, le fait de tronquer de 2/3 le profil idéal (longueur de 2,5 mètres au lieu de 7 mètres) entraîne une perte de poussée limitée à 3 %.
- La tuyère optimisée à choc interne (TOC = Thrust-Optimized Contour) est une tuyère dont le profil s'écarte de la courbe optimale ce qui permet de gagner encore 20 % sur la longueur du divergent par rapport à une tuyère de type TIC. L'angle au voisinage du col (de 20 à 50°) est supérieur à l'angle optimal ce qui permet d’accroître plus rapidement le diamètre du divergent. L'écart par rapport au profil idéal se réduit progressivement pour ne plus atteindre qu'environ 10° à l'extrémité du divergent. La forme obtenue est dite en coquetier. Ce gain s'obtient au prix d'un écoulement du gaz plus perturbé qui peut donner lieu à des ondes de choc interne dans le divergent.

Une autre manière de réduire la longueur du divergent est de multiplier le nombre de tuyères associées à une unique chambre de combustion. Plusieurs moteurs-fusées à ergols liquides soviétiques/russes utilisent cette technique dont le RD-171 qui dispose de 4 tuyères. Le débit de chaque tuyère étant le quart du débit total, la taille du col est réduite et en conséquence le diamètre et la longueur du divergent. Le gain en longueur est évalué à 30 % avec en contrepartie une plus grande complexité et sans doute une masse plus importante qu'une configuration mono tuyère.

### Refroidissement de la tuyère
Les gaz de combustion en sortie de la chambre de combustion ont une température très élevée. Dans le cas des tuyères de moteurs-fusées, qui fonctionnent à de très hautes températures (environ 3 000 °C), un processus permettant de refroidir les parois de la tuyère doit être prévu, car aucun alliage n'est capable de résister à une contrainte thermique aussi élevée. Le col de la tuyère est l'endroit où les échanges thermiques sont les plus intenses, tandis que l'extrémité du divergent est celle où circulent les gaz les plus froids. Plusieurs techniques de refroidissement sont utilisées :
- Si le moteur-fusée brûle des ergols cryogéniques (hydrogène liquide, oxygène liquide) qui sont toujours stockés à très basse température, le refroidissement par circulation d'ergols consiste à faire circuler ceux-ci dans une paroi double s'étendant de la chambre de combustion jusqu'à tout ou partie du divergent avant qu'ils soient brûlés pour produire les gaz propulsifs.
- Le refroidissement radiatif consiste à utiliser des métaux capables de résister à des températures très élevées comme le molybdène ou le niobium qui montent en température jusqu'à une valeur inférieure à leur point de fusion puis atteignent un équilibre thermique en évacuant au fur et à mesure la chaleur communiquée par les gaz. Pour les moteurs-fusées de moyenne à forte puissance, cette technique ne peut être utilisée que pour les parties les moins chaudes de la tuyère.
- Des revêtements ablatifs sont également utilisés pour les tuyères de faible poussée ou sur des moteurs plus puissants, mais en limitant leur utilisation aux zones les moins chaudes.
- Le refroidissement par film fluide consiste à faire circuler le long de la paroi de la tuyère (et de la chambre de combustion) un fluide plus froid que les gaz accélérés qui empêche ainsi la structure d'atteindre son point de fusion. Cette technique a été utilisée, seule, par certains pionniers de la propulsion comme Goddard, mais elle entraînait une réduction de 5 à 17 % de l'impulsion sans complément d'autres techniques de refroidissement : la quantité d'ergols détournée est alors comprise entre 1 et 6 % et l'impulsion spécifique est réduite de 0,5 à 2 %. Plusieurs techniques peuvent être utilisés pour créer le film fluide : du carburant surnuméraire (donc non brûlé) peut être introduit dans la chambre de combustion par des injecteurs situés en périphérie de la platine d'injection ou au niveau des parois latérales de la chambre de combustion ou de la tuyère. Une autre technique utilisée pour les moteurs à propergol solide consiste à prévoir dans la chambre de combustion des blocs de matériaux qui en brûlant produisent des gaz plus froids.

| Moteur-fusée | Type                       | Poussée      | Géométrie                                                                | Section du divergent | Matériau du divergent                                                                                        | Technique de refroidissement                          |
| ------------ | -------------------------- | ------------ | ------------------------------------------------------------------------ | -------------------- | --- | ----------------------------------------------------- |
| Vinci        | Propulsion étage supérieur |              | Rapport de section : 240 hauteur divergent 3,2 m diamètre sortie : 2,2 m | Partie haute         | Alliage de cuivre et de nickel                                                                               | Circulation d'hydrogène liquide dans une double paroi |
| Vinci        | Propulsion étage supérieur | Partie basse | Rapport de section : 240 hauteur divergent 3,2 m diamètre sortie : 2,2 m | Composite carbone    | Refroidissement passif par rayonnement (1 800 kelvins)                                                       |                                                       |
| Vulcain 2    | Propulsion premier étage   |              | Rapport de section : 58 hauteur divergent 2,3 m diamètre sortie : 2,1 m  | Partie haute         | Alliage nickel                                                                                               | Circulation hydrogène liquide dans double paroi       |
| Vulcain 2    | Propulsion premier étage   | Partie basse | Rapport de section : 58 hauteur divergent 2,3 m diamètre sortie : 2,1 m  | Alliage de nickel    | Film gazeux composé des gaz d'échappement des turbines à gaz et de l'hydrogène du circuit de refroidissement |                                                       |

### Cas des moteurs-fusées à propergol solide
Dans les propulseurs à propergol solide, la section du col régule la combustion du bloc de « carburant solide ». Le col de la tuyère doit être assez large pour que les gaz de combustion s'échappent en créant de la poussée, mais suffisamment étroit pour que le propergol ne se consume pas en une seule explosion.

### Système d'orientation de la poussée
Une tuyère orientable est une tuyère articulée autour d'un ou deux axes et permettant de modifier la direction de poussée.

### Type de tuyère

#### Tuyère à divergent extensible
Les moteurs-fusées d'étage supérieur nécessitent des tuyères très longues car elles fonctionnent dans le vide. Pour limiter la masse structurelle qu'imposerait une tuyère très longue certains moteurs comme le RL-10 B-2 qui propulse le second étage du lanceur Delta IV, comportent un divergent extensible qui n'est complètement déployé que lorsque l'étage inférieur a été largué.

RL10 a divergent extensible
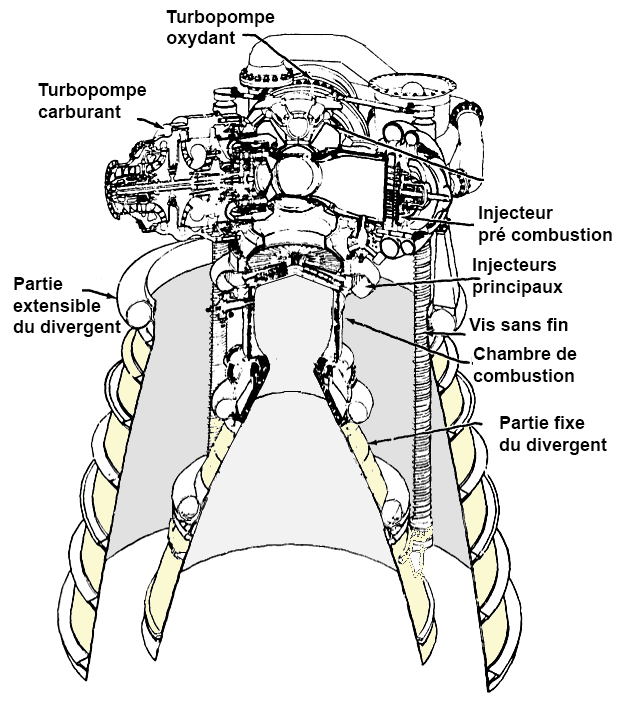
Schéma du RL-10 à divergent extensible.
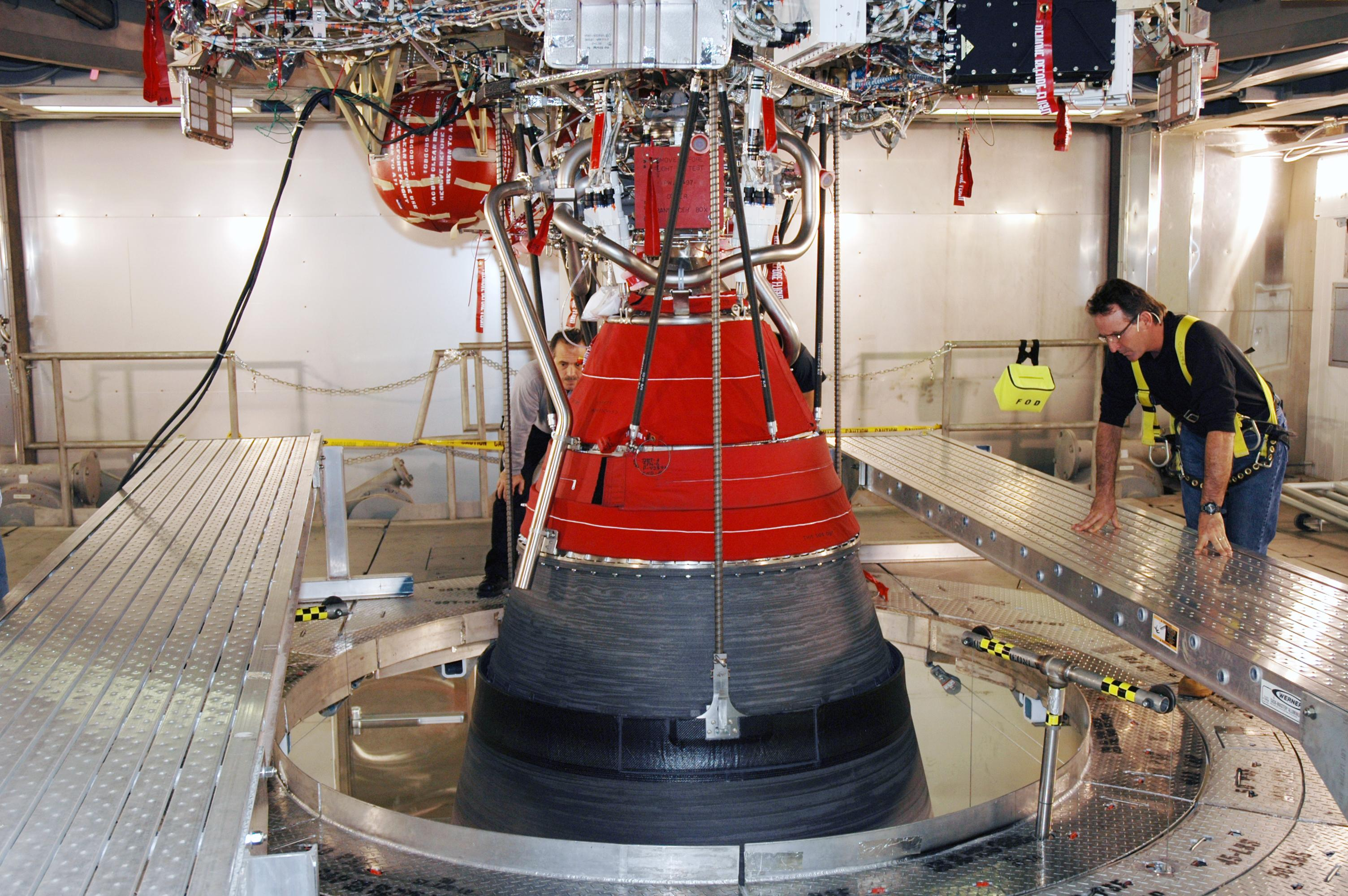
Test du déploiement de la partie extensible de la tuyère du moteur RL-10 B-2 propulsant le second étage du lanceur Delta IV.

#### Tuyère à écoulement externe/corps central (par exemple aerospike)
La tuyère à écoulement externe ou à corps central s'adapte automatiquement au changement de pression rencontré au cours du vol tout en présentant un encombrement réduit. Différentes géométries ont été testées :
- Tuyère annulaire non tronquée
- Multi-tuyère de révolution à corps central tronqué
- Multi-tuyère linéaire à corps central tronqué comme l'aerospike

Le concept a été testé sur des prototypes, mais n'a jamais été utilisé sur un lanceur opérationnel en raison des problèmes spécifiques propres aux tuyères aerospike et en particulier les problèmes de refroidissement et leur complexité (chambre de combustion en anneau ou distribuée).

Tuyères à corps central
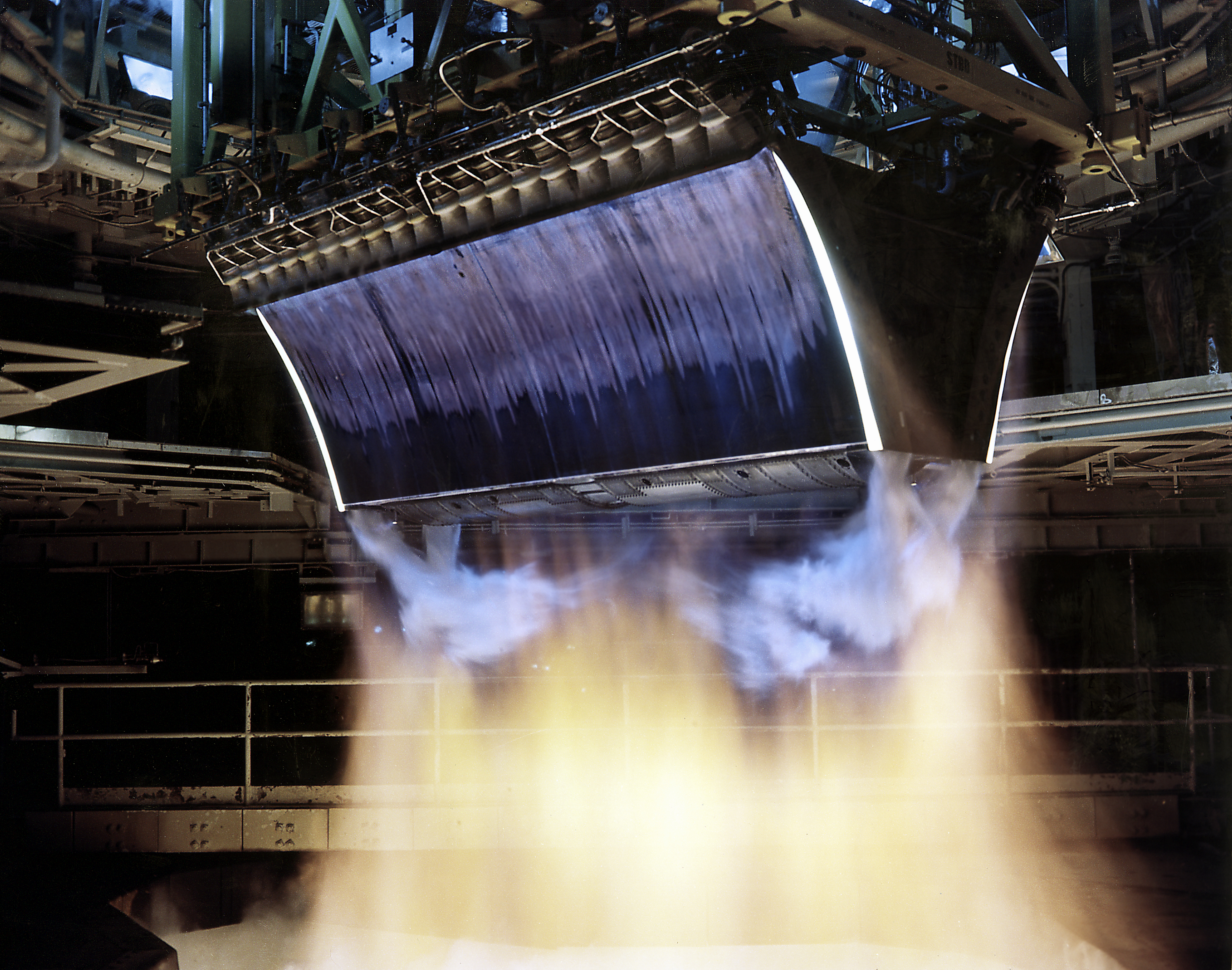
Test d'une multi-tuyère linéaire à corps central tronqué l'Aerospike XRS-2200 (2001)
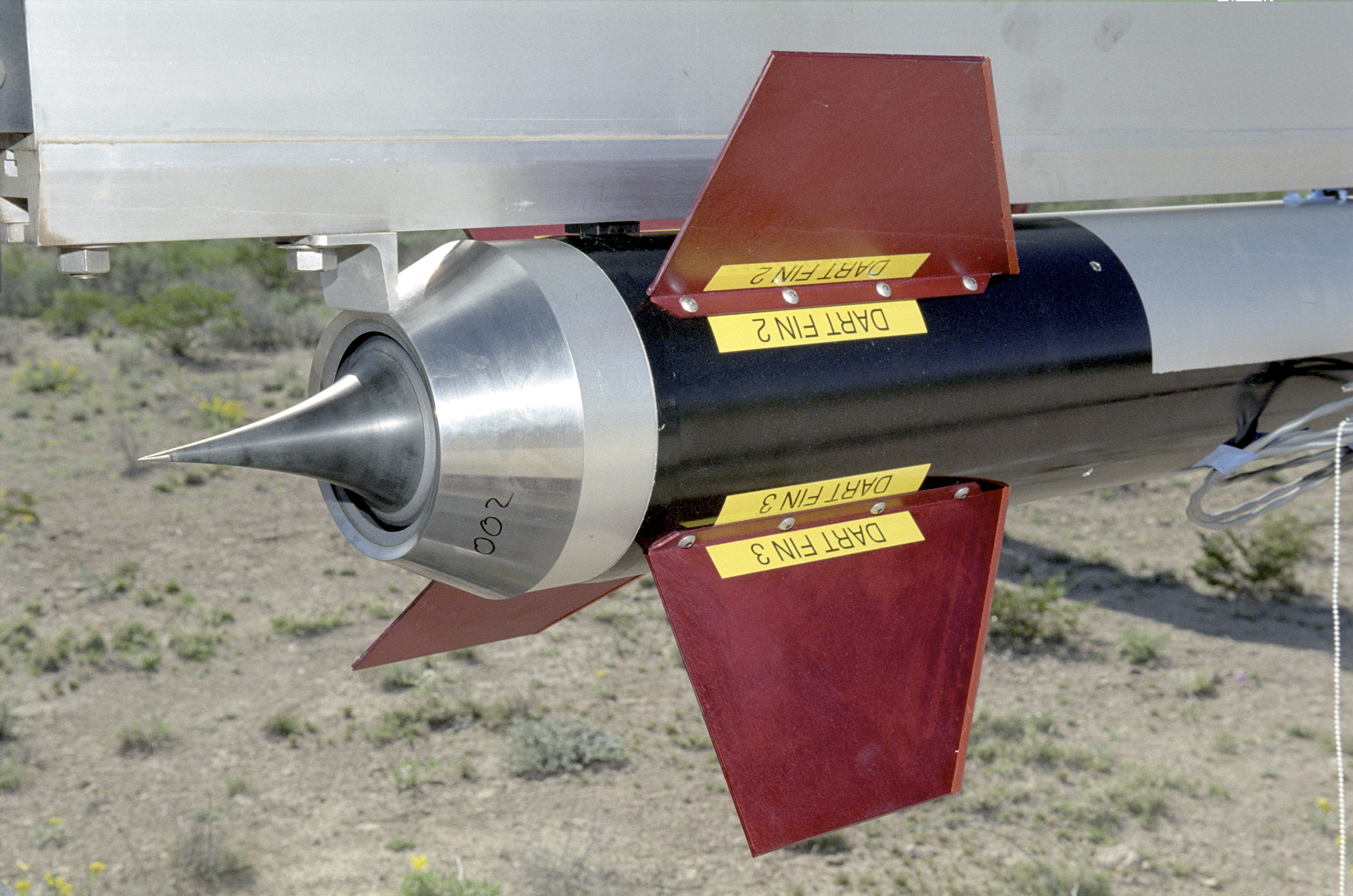
Tuyère annulaire non tronquée testée sur un moteur à propergol solide (2004)
Schéma comparant deux moteurs-fusées mettant en œuvre d'une part une tuyère classique et d'autre part une tuyère de type Aerospike

#### Tuyère à double galbe
La tuyère à double galbe présente successivement deux profils différents en allant du col vers la sortie du divergent. La deuxième partie débute par un décrochement. Ce type de tuyère doit permettre de s'adapter au changement de pression rencontré par un moteur-fusée de premier étage entre le début et la fin de son fonctionnement. À basse altitude, seule la partie haute de la tuyère est utilisée tandis que lorsque la pression extérieure est fortement réduite, l'ensemble du divergent contribue à canaliser le flux de gaz. Cette configuration permet une autoadaptation de l'écoulement sans mécanisme, mais il entraîne des charges latérales durant la transition entre les deux régimes d'écoulement

## Tuyère de turboréacteur
Les tuyères des turboréacteurs sont mises en œuvre dans des conditions différentes. On y trouve deux types de tuyère : la tuyère propulsive destinée à détendre les gaz de combustion et la tuyère canalisant l'entrée d'air qui peut être convergente ou divergente. Le moteur à réaction présente par ailleurs les caractéristiques suivantes qui influent sur la conception de ses tuyères :
- Plusieurs régimes moteurs avec ou sans postcombustion
- Taux de détente relativement faible
- Éjection de flux secondaires (flux froid)
- Pour les avions de combat furtifs, nécessité de masquer la signature thermique
- Pour certains avions de combat déviation importante du jet propulsif (tuyère orientable, décollage vertical)
- Des vitesses d'entrée d'air très variables. Pour les avions volant à vitesse supersonique, l'air doit être ralenti à vitesse subsonique avant de pénétrer dans la chambre de compression.

### Tuyère propulsive
Dans le cas général, la tuyère est simplement divergente.
- Si le turboréacteur propulse un avion qui ne franchit pas la vitesse du son, le divergent est constitué par un cône qui fait saillie. Ce système est autoadaptatif.
- Si l'avion utilise une postcombustion, un col dont le diamètre est modifiable est utilisé pour réguler le débit.

### Entrée d'air
Pour que le turboréacteur fonctionne correctement, la vitesse du flux d'air à l'entrée du compresseur doit être égale à environ 600 km/h (Mach 0,5). Si l'avion vole en deçà de cette vitesse alors l'entrée d'air doit être une tuyère convergente, au-delà de cette vitesse, l'entrée d'air doit être une tuyère divergente.
- Pour obtenir une géométrie correspondant à ces différents besoins, des éléments mobiles sont utilisés : sections variables à rampe ou à corps central (souris) modifient le profil de l'entrée d'air.
- Lorsque l'avion circule à une vitesse supersonique, la géométrie de l'entrée d'air est adaptée de manière à être celle d'une tuyère de Laval. Le flux d'air entrant est d'abord ralenti dans une section convergente jusqu'à atteindre Mach 1 dans le col, puis le ralentissement se poursuit dans une section divergente jusqu'à ce que sa vitesse tombe à Mach 0,5.
- Lorsque l'avion est à l'arrêt, l'augmentation du régime moteur entraîne naturellement un décollement des filets d'air et donc une réduction de l'efficacité de la prise. Pour limiter ce phénomène, des trappes s'ouvrent sur le côté de la tuyère en entrée pour faire pénétrer de l'air additionnel.